# Begenç Jumagylyjow
Begenç Jumagylyjow (russisch Бегенч Джумаклычев Begentsch Dschumaklytschew, englische Transkription: Begench Dzhumaklychev; * 16. Juni 1990 in der Turkmenische SSR) ist ein turkmenischer Billardspieler aus Aşgabat, der in der Billardvariante Russisches Billard antritt.
Er wurde 2017 und 2019 turkmenischer Meister in der Disziplin Freie Pyramide.

## Karriere
Begenç Jumagylyjow nahm im Februar 2010 erstmals an einer Weltmeisterschaft teil, der Kombinierte-Pyramide-WM und schied dort sieglos aus. Auch die Asian Open 2008 und 2010 endeten für ihn in der Vorrunde.
Nach fünf Jahren Pause kehrte Jumagylyjow auf die internationale Ebene zurück, blieb jedoch sowohl bei der Kombinierte-Pyramide-WM, als auch bei der Freie-Pyramide-WM 2015 ohne Sieg. Bei den Asian Open 2015 erreichte er die Runde der letzten 32, in der er Kanat Sydykow unterlag. Am Jahresende 2015 gelangte er bei der turkmenischen Meisterschaft in der Kombinierten Pyramide ins Viertelfinale.
Nachdem Jumagylyjow bei der Kombinierte-Pyramide-WM erneut eine Auftaktniederlage hinnehmen musste, gelang ihm bei der Freie-Pyramide-WM 2016 – seiner fünften WM-Teilnahme – zum ersten Mal ein Sieg bei einem WM-Spiel; er setzte sich gegen den Litauer Levaldas Arcimavičius mit 7:4 durch und unterlag anschließend in der Runde der letzten 64 dem Titelverteidiger Wladislaw Osminin (2:7). Wenig später erreichte er bei der turkmenischen Meisterschaft in der Freien Pyramide das Halbfinale, in dem er sich dem späteren Turniersieger Ibabekir Bekdurdyjew mit 1:5 geschlagen geben musste.
Bei der Kombinierte-Pyramide-WM 2017 zog Jumagylyjow durch einen Sieg gegen Arsen Kalenbajew erstmals ins Sechzehntelfinale ein und verlor dort gegen Timur Jewstignejew (4:6). Im Juni wurde er durch einen 6:5-Finalsieg gegen Annamämmet Annamämmedow erstmals turkmenischer Meister. Drei Monate später gehörte er dem turkmenischen Aufgebot bei den Asian Indoor & Martial Arts Games in seiner Heimatstadt Aşgabat an. Beim Kombinierte-Pyramide-Wettbewerb setzte er sich mit 5:0 gegen den ehemaligen Poolbillardweltmeister Francisco Bustamante durch und unterlag im Viertelfinale dem Kirgisen Kanat Sydykow (2:5).
2018 verlor Jumagylyjow bei der nationalen Meisterschaft im Achtelfinale gegen Kadyrberdy Çalyýew. Nachdem er bei der Freie-Pyramide-WM 2018 das Sechzehntelfinale erreicht hatte, schied er bei der Kombinierte-Pyramide-WM 2019 in der Runde der letzten 64 aus. Im Juni 2019 wurde Jumagylyjow durch einen 6:0-Finalsieg gegen Nurmuhammet Çenetow zum zweiten Mal turkmenischer Meister und im Dezember gewann er im Endspiel gegen Aşir Aşirow (6:2) den turkmenischen Pokal.
In das Jahr 2020 startete Jumagylyjow mit einem weiteren Sieg im nationalen Pokal, diesmal setzte er sich im Finale gegen Aşir Aşirow mit 4:3 durch. Bei der turkmenischen Meisterschaft 2020 zog er erneut ins Endspiel ein, musste sich dort jedoch Annamämmet Annamämmedow mit 3:5 geschlagen geben. Im November 2020 gelangte er bei den Turkmenistan Open ins Finale und verlor mit 2:5 gegen Ibabekir Bekdurdyjew.

## Erfolge
| Ergebnis | Jahr | Turnier                               | Finalgegner             | Endstand |
| -------- | ---- | ------------------------------------- | ----------------------- | -------- |
| Sieger   | 2017 | Turkmenische Meisterschaft (Fr. Pyr.) | Annamämmet Annamämmedow | 6:5      |
| Sieger   | 2019 | Turkmenische Meisterschaft (Fr. Pyr.) | Nurmuhammet Çenetow     | 6:0      |
| Sieger   | 2019 | Turkmenischer Pokal (Fr. Pyr.)        | Aşir Aşirow             | 6:2      |
| Sieger   | 2020 | Turkmenischer Pokal (Fr. Pyr.)        | Aşir Aşirow             | 4:3      |
| Finalist | 2020 | Turkmenische Meisterschaft (Fr. Pyr.) | Annamämmet Annamämmedow | 3:5      |
| Finalist | 2020 | Turkmenistan Open                     | Ibabekir Bekdurdyjew    | 2:5      |

## Teilnahmen an Weltmeisterschaften
| Disziplin            | 2010  | 2011  | 2012 | 2013 | 2014 | 2015 | 2016 | 2017  | 2018  | 2019  | 2020  |
| -------------------- | ----- | ----- | ---- | ---- | ---- | ---- | ---- | ----- | ----- | ----- | ----- |
| Freie Pyramide       | –     | –     | –    | –    | –    | L64  | L64  | n. a. | L32   | –     | n. a. |
| Dynamische Pyramide  | n. a. | n. a. | –    | –    | –    | –    | –    | n. a. | –     | n. a. | n. a. |
| Kombinierte Pyramide | R     | –     | –    | –    | –    | R    | L64  | L32   | n. a. | L64   | n. a. |
| Quelle:              |       |       |      |      |      |      |      |       |       |       |       |

| Legende | Legende                               |
| ------- | ------------------------------------- |
| S       | Sieger                                |
| F       | Finalist                              |
| HF / H  | Halbfinalist                          |
| VF / V  | Viertelfinalist                       |
| AF / A  | Achtelfinalist                        |
| LX      | Niederlage in der Runde der letzten X |
| R2      | Niederlage in Runde 2                 |
| R       | Vorrundenaus/Niederlage in Runde 1    |
| –       | nicht teilgenommen                    |
| n. a.   | nicht ausgetragen                     |